# Synagogue de Sidon
La Synagogue de Sidon (Caza de Sidon, Liban) est l'une des 4 grandes synagogues du Liban et la plus ancienne.  Elle aurait été construite en 833 sur l'emplacement d'une plus ancienne synagogue contemporaine de la destruction du Second Temple.  
Sa structure tient toujours, malgré son état d'abandon. 

## Chefs spirituels
- Rabbin Braun